# روزا سميث إيجينمان
روزا سميث إيجينمان (بالإنجليزية: Rosa Smith Eigenmann) (7 أكتوبر 1858 - 12 يناير 1947) عالمة أسماك أمريكية  (فرع من علم الحيوان متخصص بدراسة الأسماك)، وكانت أيضاً كاتبة، ومحررة، وأمينة سابقة في أكاديمية كاليفورنيا للعلوم، وكذلك كانت أول أمينة مكتبة لجمعية سان دييغو للتاريخ الطبيعي. وتعتبر سميث أول عالمة أسماك في الولايات المتحدة. وكانت أول امرأة تصبح رئيسة لفرع جامعة إنديانا في سيجما كاي، وهي جمعية علمية فخرية. قامت بتأليف اثنتي عشرة ورقة بحثية منشورة خاصة بها بين عامي 1880 و 1893، وتعاونت مع زوجها  «كارل هنري إيجينمان»  في خمسة وعشرين عملاً إضافياً بين عامي 1888 و 1893 تحت اسم «إيجينمان وإيجمنمان».  ويُنسب لكلاهما الفضل في وصف حوالي 150 نوعاً من الأسماك.

## حياتها المبكرة وتعليمها
ولدت روزا سميث في 7 أكتوبر 1858 في مونماوث بولاية إلينوي بالولايات المتحدة، وهي أصغر أبناء لوكريشيا جراي وتشارلز كيندال سميث التسعة. كان والدا روزا في الأصل من ولاية فيرمونت، وقد انتقلا إلى ولاية إلينوي ليبدأوا نشر صحيفة. أنشأ تشارلز كيندال سميث أطلس مونماوث في عام 1846، ولكنه باعه في عام 1857. انتقلت عائلة سميث إلى كاليفورنيا عام 1876 واستقرت في سان دييغو بحثا عن مناخ أكثر دفئا لأسباب تتعلق بصحة الأسرة.
أكملت روزا سميث تعليمها الثانوي في مدرسة بوينت لوما في سان دييغو. وحضرت أيضًا دورة لمدة خمسة أسابيع في كلية إدارة الأعمال في سان فرانسيسكو، حيث كانت واحدة من امرأتين فقط في الفصل. الأخرى كانت كيت سيشنز، والتي أصحبت فيما بعد عاملة نباتات وبستانية مهمة في سان دييغو وعُرفت باسم «أم حديقة بالبوا».
كان لدى سميث اهتمام دائم بالتاريخ الطبيعي. فبدأت بجمع وملاحظة عينات الطيور والحيوانات في كاليفورنيا، وانضمت كعضو منتسب إلى جمعية سان دييغو للتاريخ الطبيعي (متحف التاريخ الطبيعي في سان دييغو) في عام 1878. أصبحت سميث أول امرأة تتمتع بعضوية كاملة في الجمعية عام 1879، كما عملت أيضًا كأمين مكتبة للجمعية وسكرتيرة التسجيل لعدة سنوات خلال ثمانينيات القرن التاسع عشر.
التقت سميث بديفيد ستار جوردان، وهو عالم أسماك مشهور من جامعة إنديانا في بلومنجتون بولاية إنديانا عندما كان يزور سان دييغو في عام 1879. ظروف مقابلتهما غير مؤكدة ولكن ربما كان جوردان قد سمع سميث تقرأ ورقتها البحثية في اجتماع جمعية سان دييغو للتاريخ الطبيعي حول صنف جديد من الأسماك. وفي هذا الوقت تقريباً، اكتشفت سميث سمكة الجوبي العمياء (Othonops eos) والتي تعيش في كهوف تحت شبه جزيرة بوينت لوما. وكان جوردان منبهراً وشجعها على مواصلة دراستها في علم الحيوان  كواحدة من طلابه في  جامعة إنديانا. قبلت سميث عرض جوردان وقضت صيف  1880 تتجول في أوروبا مع جوردان  وبعض زملائه وطلابه. وبعد عودتها إلى الولايات المتحدة، أمضت عامين في الدراسة في جامعة إنديانا  قبل أن يتسبب مرض في العائلة في عودتها إلى سان دييغو في عام 1882 دون الحصول على درجة جامعية.

## الزواج والعائلة
التقت سميث خلال دراستها مع البروفيسور جوردان بزميلها كارل هنري إيجينمان الطالب بجامعة إنديانا، وهو عالم ألماني كان يسعى للحصول على درجة الدكتوراه في علم الأسماك. تراسل إيغنمان مع سميث عندما كانت تعيش في سان دييغو. وتزوجا في منزل سميث في كاليفورنيا في 20 أغسطس 1887.

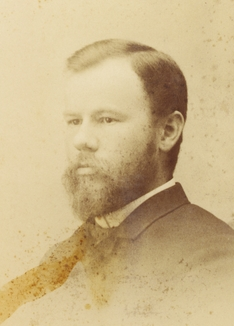
صورة لعالم الأسماك "كارل هنري إيجينمان" زوج "روزا سميث إيجينمان".

كان لدى آل (إيجنمان) خمسة أطفال. أكبرهم كانت لوكريشيا مارغريتا إيجينمان (1889-1965)، وكانت ذات إعاقة ذهنية. والابن الوحيد، ثيودور سميث إيجنمان (1893-1970)، والذي قد أودع بمستشفيات قدامى المحاربين بعد فترة خدمة في الجيش عام 1918. على الرغم من أن المسؤوليات الأسرية قد منعتها من متابعة أبحاثها الخاصة، إلا أنها واصلت العمل كمحررة لأوراق زوجها. أما أبناء إيجنمان الثلاثة الآخرون  فقد واصلوا حياتهم المهنية. شارلوت إليزابيث إيغنمان (1891-1959)  تخرجت من جامعة ستانفورد وتابعت مهنة التحرير. أديل روزا (إيجينمان) إيلر (1896-1978) رافقت والدها في رحلة إروين إلى أمريكا الجنوبية في 1918-1919، وحصلت على شهادة الطب من جامعة إنديانا في عام 1921. وانتقلت لاحقاً أديل وزوجها، جون أوليفر إيلر إلى سان دييغو. أما ثورا ماري إيجنمان (1901-1968)، وهي خريجة جامعة ميسوري، فأصبحت كاتبة.
تحملت روزا إيجنمان معظم المسؤوليات الأسرية لتربية أطفالها، على الرغم من أنها استمرت في التعاون مع زوجها في البحث العلمي. منعتها المسؤوليات الأسرية أيضًا من متابعة أبحاثها الخاصة بعد عام 1893، ولكنها واصلت العمل مع زوجها كمحررة لأوراقه البحثية.

## حياتها المهنية
حوالي عام 1879 اكتشف سميث سمكة الجوبي العمياء (Othonops eos) التي تعيش في كهوف تحت الماء في شبه جزيرة بوينت لوما في سان دييغو. قاد إليها هذا الاكتشاف تدريباً إضافيا في العلوم الطبيعية في جامعة إنديانا وبدأت عملها كعالمة أسماك. نشرت سميث مقالاتها الأولى في عام 1880  «حول ظهور نوع من Cremnobates في سان دييغو، كاليفورنيا،» في مؤتمر المتحف الوطني الأمريكي، وفي قائمة الأسماك في سان دييغو كاليفورنيا (1880)، والتي قُدمت إلى جمعية سان دييغو للتاريخ الطبيعي.كما نشر المتحف الأمريكي للتاريخ الطبيعي العديد من مقالات سميث.
بعد عودتها إلى سان دييغو من بلومنجتون، إنديانا، في عام 1882، ركزت على نشر أوصاف لسمكة البوجي العمياء وأنواع الأسماك الأخرى. وعند وصولها سن الثامنة والعشرين، تم نشر العديد من أوراقها في وقائع مؤتمرات المتحف الوطني الأمريكي.  ومع انخراط عائلتها في نشر الصحف في كاليفورنيا، فليس من الغريب أنها عملت أيضًا كصحفية، كما أصبحت مراسلة لاتحاد سان دييغو، وربما كانت أول امرأة تعمل كمراسلة فيه، بالإضافة إلى استمرارها في كتابة وتحرير الأوراق العلمية.
عقب زواج سميث من كارل إيحنمان في عام 1887، غادر الزوجان على الفور إلى جامعة هارفارد حيث درسوا مجموعات أجاسيز لأسماك أمريكا الجنوبية وتعاونا في البحث. وقضى أيضاً الزوجان صيف عام 1888 في وودز هول بولاية ماساتشوستس في مركز هيئة الأسماك الأمريكية. وكان أول تعاون لهم هو دراسة لأسماك المياه العذبة في أمريكا الجنوبية والتي كانت موجودة في المجموعات في جامعة هارفارد، وتم نشرها في عام 1888. بالإضافة إلى تعاونها مع زوجها في البحث العلمي، حصلت على منحة في جامعة هارفارد لدراسة علم النباتات اللازهرية مع عالم النباتات ويليام جيلسون فارلو في 1887-1888.
بعد عودتهما إلى كاليفورنيا في عام 1889، أنشأ الزوجان محطة بيولوجية في سان دييغو، وواصلا دراساتهما عن الأسماك في المنطقة. كما تم تعيين كليهما كمنسقين في أكاديمية كاليفورنيا للعلوم. وفي عام 1891، بعد أن ترك ديفيد ستار جوردان منصبه في جامعة إنديانا ليصبح مستشارًا لجامعة ستانفورد، حل كارل إيجنمان، محل جوردان كأستاذ في علم الحيوان في جامعة إنديانا وعاد الزوجان إلى بلومنجتون في إنديانا. تم تعيين كارل إيجنمان فيما بعد رئيسًا لقسم علم الحيوان، وفي عام 1908 أصبح أول عميد لكلية الدراسات العليا.
قامت روزا إيجنمان بتأليف اثني عشر بحثًا منشورًا بمفردها بين عامي 1880 و 1893 وشاركت في تأليف 25 ورقة أخرى مع زوجها كارل، بما في ذلك الأعمال البارزة عن أسماك المياه العذبة في أمريكا الجنوبية وأنواع مختلفة من الأسماك في غرب أمريكا الشمالية. قامت روزا إيجنمان بتأليف اثني عشر بحثًا منشورًا بمفردها بين عامي 1880 و 1893، كما شاركت في تأليف 25 ورقة أخرى مع زوجها كارل، بما في ذلك الأعمال البارزة عن أسماك المياه العذبة في أمريكا الجنوبية وكذلك أنواع مختلفة من الأسماك في غرب أمريكا الشمالية. وبفضل أبحاثهما أصبح «إيجنمان وإيجنمان» شهيرين في مجتمع علم الأسماك.
كانت إيجنمان فخورة بالإنجازات الأكاديمية للمرأة، ولكنها شعرت أن النساء في العلوم لم يحظين التقدير المناسب بسبب قلة عدد النساء العاملات في العلوم. وكما قالت لرابطة الصحافة النسائية في ساحل المحيط الهادئ في عام 1891: «في العلم كما هو الحال في أي مكان آخر في مجال الفكر، يجب الحكم على المرأة بنفس المعايير التي يتم الحكم بها على أخيها».

## سنواتها الأخيرة
كان آخر منشور مشترك لروزا إيجنمان مع زوجها، كارل هو «الأوصاف الأولية للأسماك الجديدة من الشمال الغربي»، والذي نُشر في مجلة American Naturalist لسنة 1893. وبعد تقاعدها من البحث في عام 1893 لرعاية أسرتها، واصلت تحرير أوراق زوجها حول موضوعات البحث التي شملت أسماك ساحل المحيط الهادئ، والفقاريات الكهفية العمياء من كنتاكي وجنوب إنديانا، وأسماك المياه العذبة في أمريكا الجنوبية. وفي عام 1893 ألقت أيضًا محاضرة في متحف سميثسونيان حول موضوع المرأة في العلوم، والتي نُشرت لاحقًا. وبالإضافة إلى ذلك، شغلت سميث منصب رئيس نادي العلوم الوطني للمرأة في عام 1895.
لم يتعاف زوجها، كارل، تمامًا من رحلاته الاستكشافية في مرتفعات تشيلي عام 1918، مما أضعف صحته. في عام 1926 غادر آل إيجنمان ولاية إنديانا وعادوا إلى سان دييغو. عانى كارل إيجنمان من سكتة دماغية في العام التالي، وتوفي في 24 أبريل 1927. واصلت روزا إيجينمان العيش في منطقة سان دييغو كورونادو بكاليفورنيا بعد وفاة زوجها، ولكنها لم تعد نشطة في المجال العلمي.

## وفاتها
.توفيت روزا سميث إيجنمان في 12 يناير 1947، في سان دييغو، كاليفورنيا، بسبب التهاب عضلة القلب المزمن الذي أعقب سلسلة من عمليات العين الصعبة. تم دفن رفاتها في مقبرة حديقة جرينوود التذكارية في سان دييغو.
نسب أستاذ إيجنمان السابق ديفيد ستار جوردان لها ولوزوجها كارل تحديد 35 جنسًا جديدًا ، وقد نسب آخرون للزوجين الأوصاف الأولية لما يقرب من 150 نوعًا من الأسماك. كما كانت أيضاً أول امرأة تشغل منصب رئيس سيجما كاي فرع جامعة إنديانا، وهو جمعية علمية فخرية.